# ويليام جينينغز بريان دورن
ويليام جينينغز بريان دورن هو سياسي أمريكي، ولد في 14 أبريل 1916 في غرينوود في الولايات المتحدة، وتوفي بنفس المكان في 13 أغسطس 2005. نشط حزبياً في الحزب الديمقراطي.

## مناصب
- انتخب رئيس مجلس الإدارة (1980 – 1984).
- انتخب عضو مجلس ولاية كارولاينا الجنوبية ‏ (1941 – 1942).
- انتخب عضو مجلس نواب كارولاينا الجنوبية ‏ (1939 – 1940).
- انتخب عضو مجلس النواب الأمريكي.